# Dendropsophus labialis
Espèce
Synonymes
- Hyla labialis Peters, 1863
- Hyla creolica Werner, 1899
- Hyla servalina Werner, 1899
- Hyla vilsoniana Cope, 1899
- Hyla gularis Werner, 1916
- Hyla vilsoniana krausi Hellmich, 1940

Statut de conservation UICN

 LC  : Préoccupation mineure
Dendropsophus labialis est une espèce d'amphibiens de la famille des Hylidae.

## Répartition
Cette espèce est endémique de Colombie. Elle se rencontre entre 1 600 et 3 600 m d'altitude dans la Cordillère Orientale dans les départements de Boyacá, de Cundinamarca, de Santander et de Norte de Santander,.

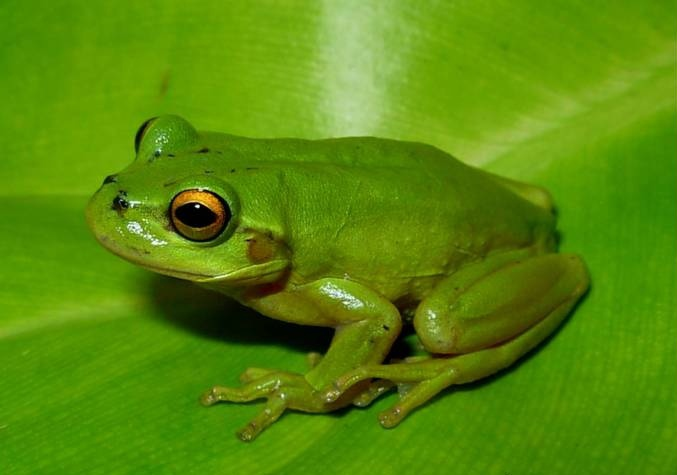
Dendropsophus labialis

## Publication originale
- Peters, 1863 : Fernere Mittheilungen über neue Batrachier. Monatsberichte der Königlich Preussischen Akademie der Wissenschaften zu Berlin, vol. 1863, p. 445-470 (texte intégral).